# Guitar Heaven: The Greatest Guitar Classics of All Time
Albums de Carlos Santana
All That I Am
(2005) Shape Shifter
(2012)
Guitar Heaven: The Greatest Guitar Classics of All Time est le 21e album studio du groupe rock latino Santana, sorti en 2010. Malgré ce que pensent certains fans[réf. nécessaire], il ne s'agit pas d'un disque solo du guitariste Carlos Santana, mais bien du groupe Santana, sur la pochette de l'album on voit clairement le nom du groupe plutôt que celui du leader[Interprétation personnelle ?]. D'ailleurs les musiciens du groupe jouent bel et bien sur l'album, plutôt que des invités qui accompagnent habituellement Carlos Santana en solo. Il se compose entièrement de reprises de standards du rock. Chacune des chansons présente un interprète différent, on y retrouve par exemple, Ray Manzarek à l'orgue sur la chanson des Doors Riders on the Storm chantée par Chester Bennington, ainsi que Yo Yo Ma au violoncelle avec India Arie au chant sur la chanson des Beatles While My Guitar Gently Weeps et finalement Joe Cocker au chant sur un classique de Jimi Hendrix, Little Wing. L'édition de luxe présente deux chansons supplémentaires, Fortunate Son de Creedence Clearwater Revival avec  Scott Stapp et Under the Bridge des Red Hot Chili Peppers chantée ici par Andy Vargas, et enfin l'édition japonaise contient une chanson inédite, La Grange de ZZ Top avec Kenichi Asai à la guitare). Sur l'édition Deluxe, on retrouve une version différente de la chanson Under the Bridge, cette fois-ci avec Roch Voisine (!) au chant.

## Titres
| No  | Titre                                                        | Artistes et groupes originaux | Durée |
| --- | ------------------------------------------------------------ | ----------------------------- | ----- |
| 1.  | Whole Lotta Love (avec Chris Cornell)                        | Led Zeppelin                  | 3:51  |
| 2.  | Can't You Hear Me Knocking (avec Scott Weiland)              | The Rolling Stones            | 5:38  |
| 3.  | Sunshine of Your Love (avec Rob Thomas)                      | Cream                         | 4:43  |
| 4.  | While My Guitar Gently Weeps (avec India.Arie & Yo-Yo Ma)    | The Beatles                   | 6:02  |
| 5.  | Photograph (avec Chris Daughtry)                             | Def Leppard                   | 4:04  |
| 6.  | Back in Black (avec Nas & Robyn Troup)                       | AC/DC                         | 4:20  |
| 7.  | Riders on the Storm (avec Chester Bennington & Ray Manzarek) | The Doors                     | 5:23  |
| 8.  | Smoke on the Water (avec Jacoby Shaddix)                     | Deep Purple                   | 5:06  |
| 9.  | Dance the Night Away (avec Pat Monahan)                      | Van Halen                     | 3:23  |
| 10. | Get it on (avec Gavin Rossdale)                              | T. Rex                        | 3:41  |
| 11. | Little Wing (avec Joe Cocker)                                | The Jimi Hendrix Experience   | 4:52  |
| 12. | I Ain't Superstitious (avec Jonny Lang)                      | Willie Dixon                  | 3:56  |

| 1. | Fortunate Son (avec Scott Stapp)    | Creedence Clearwater Revival | 3:45 |
| 2. | Under the Bridge (avec Andy Vargas) | Red Hot Chili Peppers        | 5:09 |

| 1. | Under the Bridge (avec Roch Voisine)) | 5:09 |

| 1. | La Grange (avec Kenichi Asai) (reprise de ZZ Top) |  |

## Santana
- Carlos Santana : Guitare solo
- Tommy Anthony : Guitare rythmique
- Benny Rietveld : Basse
- Freddie Ravel : Claviers
- Andy Vargas : Chœurs
- Bill Ortiz : Trompette
- Jeff Cressman : Trombone
- Dennis Chambers : Batterie
- Raoul Rekow : Congas
- Karl Perazo : Percussions
- Andy Vargas : Chœurs

### Musiciens invités
- Chris Cornell : Chant sur Whole Lotta Love
- Scott Weiland : Chant sur Can't You Hear Me Knocking
- Rob Thomas : Chant sur Sunshine Of Your Love
- Yo Yo Ma : Violoncelle sur While My Guitar Gently Weeps
- India Arie : Chant sur While my guitar Gently Weeps
- Chris Daughtry : Chant sur Photograph
- Nas : Chant sur Back In Black
- Ray Manzarek : Orgue sur Riders On The Storm
- Chester Bennington : Chant sur Riders On The Storm
- Jacoby Shaddix : Chant sur Smoke On The Water
- Pat Monahan : Chant sur Dance The Night Away
- Gavin Rossdale : Chant sur Bang A Gong
- Joe Cocker : Chant sur Little Wing
- Jonny Lang : Chant sur I Ain't Superstitious
- Scott Slapp : Chant sur Fortunate Son
- Kenichi Asai : Guitare sur La Grange - Édition japonaise exclusivement.
- Roch Voisine : Chant sur Under the bridge - Disponible exclusivement sur l'édition Deluxe.

### Production
- Howard Benson, Matt Serletic : Producteurs
- Carlos Santana, Clive Davis, Howard Benson, Matt Serletic : Producteurs exécutifs
- Chris Lord-Alge : Mixing